# Olympische Sommerspiele 1988/Teilnehmer (Vereinigte Staaten)
| Gelbes Symbol für Goldmedaillen mit stilisierten Olympischen Ringen | Graues Symbol für Silbermedaillen mit stilisierten Olympischen Ringen | Braundes Symbol für Bronzemedaillen mit stilisierten Olympischen Ringen |
| ------------------------------------------------------------------- | --------------------------------------------------------------------- | ----------------------------------------------------------------------- |
| 36                                                                  | 31                                                                    | 27                                                                      |

Die Vereinigten Staaten von Amerika nahmen an den Olympischen Sommerspielen 1988 in Seoul, Südkorea, teil. 527 Athleten, davon 332 Männer und 195 Frauen, nahmen an den Wettbewerben teil. Fahnenträgerin bei der Eröffnungsfeier war die Leichtathletin Evelyn Ashford.

## Teilnehmer nach Sportarten

### Basketball
| Männer - Bronze - Kader Willie Anderson Stacey Augmon Vernell Coles Jeffrey Grayer Hersey Hawkins Daniel Majerle Danny Manning J. R. Reid Mitch Richmond David Robinson Charles D. Smith Charles E. Smith | Frauen - Gold - Kader Cynthia Brown Victoria Bullett Cynthia Cooper Anne Donovan Teresa Edwards Mary Ethridge Jennifer Gillom Bridgette Gordon Andrea Lloyd Katrina McClain Suzie McConnell Teresa Weatherspoon |

### Bogenschießen
| Männer - Jay Barrs Einzel: Gold Mannschaft: Silber - Rick McKinney Einzel: 6. Platz Mannschaft: Silber - Darrell Pace Einzel: 9. Platz Mannschaft: Silber | Frauen - Deborah Ochs Einzel: 26. Platz Mannschaft: Bronze - Denise Parker Einzel: 21. Platz Mannschaft: Bronze - Melanie Skillman Einzel: 10. Platz Mannschaft: Bronze |

### Boxen
Männer
- Michael Carbajal
Halbfliegengewicht: Silber

- Arthur Johnson
Fliegengewicht: 3. Runde

- Kennedy McKinney
Bantamgewicht: Gold

- Kelcie Banks
Federgewicht: 1. Runde

- Romallis Ellis
Leichtgewicht: Bronze

- Todd Foster
Halbweltergewicht: Viertelfinale

- Kenny Gould
Weltergewicht: Bronze

- Roy Jones
Halbmittelgewicht: Silber

- Andrew Maynard
Halbschwergewicht: Gold

- Ray Mercer
Schwergewicht: Gold

- Riddick Bowe
Superschwergewicht: Silber

### Fechten
| Männer - Bob Cottingham Säbel, Mannschaft: 7. Platz - Paul Friedberg Säbel, Mannschaft: 7. Platz - Peter Lewison Florett, Einzel: 12. Platz Florett, Mannschaft: 14. Platz - Dave Littell Florett, Einzel: 43. Platz Florett, Mannschaft: 14. Platz - Mike Lofton Säbel, Einzel: 32. Platz Säbel, Mannschaft: 7. Platz - Mike Marx Florett, Einzel: 36. Platz Florett, Mannschaft: 14. Platz - Robert Marx Degen, Einzel: 71. Platz Degen, Mannschaft: 11. Platz - Greg Massialas Florett, Mannschaft: 14. Platz - Steve Mormando Säbel, Einzel: 16. Platz Säbel, Mannschaft: 7. Platz - George Nonomura Florett, Mannschaft: 14. Platz - Lee Shelley Degen, Mannschaft: 11. Platz - Rob Stull Degen, Einzel: 47. Platz Degen, Mannschaft: 11. Platz - Stephen Trevor Degen, Einzel: 38. Platz Degen, Mannschaft: 11. Platz - Peter Westbrook Säbel, Einzel: 20. Platz Säbel, Mannschaft: 7. Platz | Frauen - Caitlin Bilodeaux Florett, Einzel: 11. Platz Florett, Mannschaft: 6. Platz - Elaine Cheris Florett, Mannschaft: 6. Platz - Sharon Monplaisir Florett, Einzel: 35. Platz Florett, Mannschaft: 6. Platz - Mary O’Neill Florett, Einzel: 36. Platz Florett, Mannschaft: 6. Platz - Molly Sullivan Florett, Mannschaft: 6. Platz |

### Fußball
Männer
- Gruppenphase

Kader
- Tor
1 David Vanole
18 Jeff Duback
- Abfehr
2 Steve Trittschuh
3 John Doyle
4 Kevin Crow
5 Mike Windischmann
12 Paul Krumpe
14 John Stollmeyer
19 Brian Bliss
20 Paul Caligiuri
- Mittelfeld
8 Rick Davis
13 John Harkes
15 Tab Ramos
16 Bruce Murray
17 Desmond Armstrong
- Sturm
6 Frank Klopas
7 Jim Gabarra
9 Brent Goulet
10 Peter Vermes
11 Eric Eichmann

### Gewichtheben
Männer
- John Bergman
Superschwergewicht: 10. Platz

- Brett Brian
Mittelschwergewicht: 14. Platz

- Derrick Crass
Leichtschwergewicht: 11. Platz

- Michael Jacques
Leichtgewicht: 13. Platz

- Arn Kritsky
Mittelschwergewicht: 11. Platz

- Mario Martinez
Superschwergewicht: 4. Platz

- Jeff Michels
II: Schwergewicht: 13. Platz

- Rich Schutz
II. Schwergewicht: 11. Platz

- Tony Urrutia
Mittelgewicht: 8. Platz

- Curt White
Leichtschwergewicht: 14. Platz

### Handball
| Männer - 12. Platz - Kader Brian Bennett James Buehning Scott Driggers Craig Fitschen Steven Goss Bob Hillary Boyd Janny Bryant Johnson William Kessler Stephen Kirk Peter Lash Joseph McVein Rod Oshita Joe Story Mike Sullivan | Frauen - 7. Platz - Kader Kathy Callaghan Kim Clarke Laura Coenen Sandra De La Riva Meg Gallagher Amy Gamble Leora Jones Portia Lack Maureen Latterner Karyn Palgut Carol Peterka Angie Raynor Cindy Stinger Penny Stone Sherry Winn |

### Hockey
Frauen
- 8. Platz

Kader
- Beth Beglin
Diane Bracalente
Sandra Costigan
Megan Donnelly
Tracey Fuchs
Yogi Hightower
Sheryl Johnson
Mary Koboldt
Donna Lee
Barb Marois
Christy Morgan
Marcia Pankratz
Marcy Place-von Schottenstein
Patty Shea
Cheryl Van Kuren
Sandy Vander-Heyden

### Judo
Männer
- Kevin Asano
Ultraleichtgewicht: Silber

- Joe Marchal
Halbleichtgewicht: 14. Platz

- Mike Swain
Leichtgewicht: Bronze

- Jason Morris
Halbmittelgewicht: 20. Platz

- Rene Capo
Mittelgewicht: 19. Platz

- Bob Berland
Halbschwergewicht: 7. Platz

- Steven Cohen
Schwergewicht: 13. Platz

### Kanu
| Männer - Curt Bader Kajak-Vierer, 1000 Meter: Halbfinale - Gregory Barton Kajak-Einer, 1000 Meter: Gold Kajak-Zweier, 1000 Meter: Gold - Norman Bellingham Kajak-Zweier, 1000 Meter: Gold - Michael Harbold Kajak-Vierer, 1000 Meter: Halbfinale - Mike Herbert Kajak-Einer, 500 Meter: 4. Platz - Terry Kent Kajak-Zweier, 500 Meter: 8. Platz Kajak-Vierer, 1000 Meter: Halbfinale - Rod McLain Canadier-Zweier, 500 Meter: Halbfinale - Bruce Merritt Canadier-Einer, 1000 Meter: Halbfinale Canadier-Zweier, 500 Meter: Halbfinale - Gregory Steward Canadier-Zweier, 1000 Meter: Hoffnungslauf - Jim Terrell Canadier-Einer, 500 Meter: Halbfinale - Ronald Urick Canadier-Zweier, 1000 Meter: Hoffnungslauf - Terry White Kajak-Zweier, 500 Meter: 8. Platz Kajak-Vierer, 1000 Meter: Halbfinale | Frauen - Sheila Conover Kajak-Zweier, 500 Meter: 7. Platz Kajak-Vierer, 500 Meter: 9. Platz - Shirley Dery-Batlik Kajak-Vierer, 500 Meter: 9. Platz - Cathy Marino-Geers Kajak-Zweier, 500 Meter: 7. Platz Kajak-Vierer, 500 Meter: 9. Platz - Traci Phillips Kajak-Einer, 500 Meter: 6. Platz Kajak-Vierer, 500 Meter: 9. Platz |

### Leichtathletik
| Männer - Brian Abshire 3000 Meter Hindernis: Halbfinale - Jeff Atkinson 1500 Meter: 10. Platz - Willie Banks Dreisprung: 6. Platz - Randy Barnes Kugelstoßen:Silber - Tracy Baskin 800 Meter: Vorläufe - Earl Bell Stabhochsprung: 4. Platz - Bruce Bickford 10.000 Meter: 18. Platz - Arthur J. Blake 110 Meter Hürden: 8. Platz - Terry Brahm 5000 Meter: Halbfinale - Tim Bright Zehnkampf: 7. Platz - Mike Buncic Diskuswurf: 10. Platz - Tonie Campbell 110 Meter Hürden: Bronze - Robert Cannon Dreisprung: 29. Platz in der Qualifikation - Mark Conover Marathon: DNF - Hollis Conway Hochsprung: Silber - Brian Crouser Speerwurf: 29. Platz in der Qualifikation - Mark Deady 1500 Meter: Halbfinale - Lance Deal Hammerwurf: 17. Platz in der Qualifikation - Joe DeLoach 200 Meter: Gold - Brian Diemer 3000 Meter Hindernis: Halbfinale - Jim Doehring Kugelstoßen: 11. Platz - Danny Everett 100 Meter: Bronze 4 × 400 Meter: Gold - Mark Everett 800 Meter: Vorläufe - Marco Evoniuk 50 Kilometer Gehen: 22. Platz - Ed Eyestone Marathon: 29. Platz - Ken Flax Hammerwurf: 18. Platz in der Qualifikation - Johnny Gray 800 Meter: 5. Platz - Jim Heiring 20 Kilometer Gehen: 38. Platz - Randy Heisler Diskuswurf: 17. Platz in der Qualifikation - James Allen Howard Hochsprung: 10. Platz - Dave Johnson Zehnkampf: 9. Platz - Andrew Kaestner 50 Kilometer Gehen: 34. Platz - Gary Kinder Zahnkampf: DNF - Roger Kingdom 110 Meter Hürden: Gold - Carl Lewis 100 Meter: Gold 200 Meter: Silber Weitsprung: Gold - Steve Lewis 400 Meter: Gold 4 × 400 Meter: Gold - Tim Lewis 20 Kilometer Gehen: 44. Platz - Jud Logan Hammerwurf: 19. Platz in der Qualifikation - Sydney Maree 5000 Meter: 5. Platz - Henry Marsh 3000 Meter Hindernis: 6. Platz - Roy Martin 200 Meter: Halbfinale - Antonio McKay 4 × 400 Meter: Gold - Lee McNeill 4 × 100 Meter: Vorläufe/disqualifiziert - Dennis Mitchell 100 Meter: 4. Platz 4 × 100 Meter: Vorläufe/disqualifiziert - Gary Morgan 20 Kilometer Gehen: 37. Platz - Edwin Moses 400 Meter Hürden: Bronze - Larry Myricks Weitsprung: Bronze - Billy Olson Stabhochsprung: 12. Platz - Doug Padilla 5000 Meter: Halbfinale - Tom Petranoff Speerwurf: 18. Platz in der Qualifikation - Pete Pfitzinger Marathon: 14. Platz - Andre Phillips 400 Meter Hürden: Gold - Steve Plasencia 10.000 Meter: Vorläufe - Pat Porter 10.000 Meter: Vorläufe - Mike Powell Weitsprung: Silber - Butch Reynolds 400 Meter: Silber 4 × 400 Meter: Gold - Albert Robinson 4 × 100 Meter: Vorläufe/disqualifiziert - Kevin Robinzine 4 × 400 Meter: Gold - Carl Schueler 50 Kilometer Gehen: 23. Platz - Steve Scott 1500 Meter: 5. Platz - Charles Simpkins Dreisprung: 5. Platz - Calvin Smith 100 Meter: Bronze 4 × 100 Meter: Vorläufe/disqualifiziert - Brian Stanton Hochsprung: 11. Platz - Dave Stephens Speerwurf: 14. Platz in der Qualifikation - Gregg Tafralis Kugelstoßen: 9. Platz - Kory Tarpenning Stabhochsprung: 10. Platz - Andrew Valmon 4 × 400 Meter: Gold - Mac Wilkins Diskuswurf: 5. Platz - Kevin Young 400 Meter Hürden: 4. Platz | Frauen - Evelyn Ashford 100 Meter: Silber 4 × 100 Meter: Gold - Valerie Brisco-Hooks 400 Meter: 4. Platz 4 × 400 Meter: Silber - Alice Brown 4 × 100 Meter: Gold - Wendy Brown Siebenkampf: 18. Platz - Carol Cady Diskuswurf: 11. Platz - Joetta Clark Diggs 800 Meter: Halbfinale - Bonnie Dasse Kugelstoßen: 12. Platz - Mary Decker-Slaney 1500 Meter: 8. Platz 3000 Meter: 10. Platz - Gail Devers 100 Meter Hürden: Halbfinale - Nancy Ditz Marathon: 17. Platz - Diane Dixon 400 Meter: 5. Platz 4 × 400 Meter: Silber - Sheila Echols 4 × 100 Meter: Gold Weitsprung: 16. Platz in der Qualifikation - Kim Gallagher 800 Meter: Bronze 1500 Meter: 11. Platz - Cindy Greiner Siebenkampf: 8. Platz - Florence Griffith-Joyner 100 Meter: Gold 200 Meter: Gold 4 × 100 Meter: Gold 4 × 400 Meter: Silber - Margaret Groos Marathon: 39. Platz - Sherri Howard 4 × 400 Meter: Silber - Denean Howard-Hill 400 Meter: 6. Platz 4 × 400 Meter: Silber - Vicki Huber 3000 Meter: 6. Platz - Lynda Hughes Speerwurf: 24. Platz in der Qualifikation - Jacqueline Humphrey 100 Meter Hürden: Halbfinale - Regina Jacobs 1500 Meter: Vorläufe - Lynn Jennings 10.000 Meter: 6. Platz - Jackie Joyner-Kersee Weitsprung: Gold Siebenkampf: Gold - Patricia King Hochsprung: 19. Platz in der Qualifikation - Francie Larrieu-Smith 10.000 Meter: 5. Platz - Lillie Leatherwood 4 × 400 Meter: Silber - Carol Lewis Weitsprung: 13. Platz in der Qualifikation - Pam Marshall 200 Meter: Vorläufe/DNF - LaVonna Martin 100 Meter Hürden: Halbfinale - Leslie Maxie 400 Meter Hürden: Vorläufe - Donna Mayhew Speerwurf: 7. Platz - Lynn Nelson 10.000 Meter: 15. Platz - Cathy O’Brien Marathon: 40. Platz - Ramona Pagel Kugelstoßen: 15. Platz in der Qualifikation Diskuswurf: 15. Platz in der Qualifikation - PattiSue Plumer 3000 Meter: 13. Platz - Connie Price-Smith Kugelstoßen: 18. Platz in der Qualifikation Diskuswurf: 16. Platz in der Qualifikation - Louise Ritter Hochsprung: Gold - LaTanya Sheffield 400 Meter Hürden: 8. Platz - Karin Smith Speerwurf: 20. Platz in der Qualifikation - Coleen Sommer Hochsprung: 18. Platz in der Qualifikation - Gwen Torrence 100 Meter: 5. Platz 200 Meter: 6. Platz - Delisa Walton-Floyd 800 Meter: 5. Platz - Schowonda Williams 400 Meter Hürden: Halbfinale - Dannette Young 4 × 100 Meter: Gold |

### Moderner Fünfkampf
Männer
- Michael Gostigian
Einzel: 59. Platz
Mannschaft: 16. Platz

- Bob Nieman
Einzel: 18. Platz
Mannschaft: 16. Platz

- Rob Stull
Einzel: 48. Platz
Mannschaft: 16. Platz

### Radsport
| Männer - Norman Alvis Mannschaftszeitfahren, 100 Kilometer: 10. Platz - Frankie Andreu Punktefahren: 8. Platz - David Brinton Einerverfolgung, 4000 Meter: Vorrunde - Ken Carpenter Sprint: 2. Runde - Jim Copeland Mannschaftszeitfahren, 100 Kilometer: 10. Platz - Dave Lettieri Mannschaftsverfolgung, 4000 Meter: 9. Platz - Bobby Livingston 1000 Meter Zeitfahren: 14. Platz - Michael McCarthy Mannschaftsverfolgung, 4000 Meter: 9. Platz - Scott McKinley Straßenrennen: 65. Platz - Bob Mionske Straßenrennen: 4. Platz - Leonard Nitz Mannschaftsverfolgung, 4000 Meter: 9. Platz - Tony Palmer Mannschaftszeitfahren, 100 Kilometer: 10. Platz - Andrew Paulin Mannschaftszeitfahren, 100 Kilometer: 10. Platz - Craig Schommer Straßenrennen: 69. Platz - Carl Sundquist Mannschaftsverfolgung, 4000 Meter: 9. Platz | Frauen - Bunki Bankaitis-Davis Straßenrennen: 14. Platz - Connie Paraskevin-Young Sprint: Bronze - Inga Thompson-Benedict Straßenrennen: 8. Platz - Sally Zack Straßenrennen: 16. Platz |

### Reiten
- Belinda Baudin
Dressur, Einzel: 33. Platz
Dressur, Mannschaft: 6. Platz

- Gregory Best
Springen, Einzel: Silber 
Springen, Mannschaft: Silber

- Bruce Davidson
Vielseitigkeitsreiten, Einzel: 18. Platz
Vielseitigkeitsreiten, Mannschaft: DNF

- Phyllis Dawson
Vielseitigkeitsreiten, Einzel: 10. Platz
Vielseitigkeitsreiten, Mannschaft: DNF

- Robert Dover
Dressur, Einzel: 13. Platz
Dressur, Mannschaft: 6. Platz

- Joe Fargis
Springen, Einzel: 7. Platz
Springen, Mannschaft: Silber

- Lendon Gray
Dressur, Einzel: 43. Platz
Dressur, Mannschaft: 6. Platz

- Lisa Jacquin
Springen, Einzel: 56. Platz
Springen, Mannschaft: Silber

- Anne Kursinski
Springen, Einzel: 4. Platz
Springen, Mannschaft: Silber

- Jessica Newberry-Ransehousen
Dressur, Einzel: 17. Platz
Dressur, Mannschaft: 6. Platz

- Karen O’Connor
Vielseitigkeitsreiten, Einzel: DNF
Vielseitigkeitsreiten, Mannschaft: DNF

- Ann Sutton
Vielseitigkeitsreiten, Einzel: DNF
Vielseitigkeitsreiten, Mannschaft: DNF

### Rhythmische Sportgymnastik
Frauen
- Michelle Berube
Einzel: 22. Platz in der Qualifikation

- Diane Simpson
Einzel: 26. Platz in der Qualifikation

### Ringen
Männer
- Mark Fuller
Halbfliegengewicht, griechisch-römisch: 3. Runde

- Shawn Sheldon
Fliegengewicht, griechisch-römisch: 2. Runde

- Anthony Amado
Bantamgewicht, griechisch-römisch: 4. Runde

- Ike Anderson
Federgewicht, griechisch-römisch: 6. Platz

- Andy Seras
Leichtgewicht, griechisch-römisch: 4. Runde

- David Butler
Weltergewicht, griechisch-römisch: 4. Runde

- John Morgan
Mittelgewicht, griechisch-römisch: 7. Platz

- Mike Foy
Halbschwergewicht, griechisch-römisch: 4. Runde

- Dennis Koslowski
Schwergewicht, griechisch-römisch: Bronze

- Duane Koslowski
Superschwergewicht, griechisch-römisch: 8. Platz

- Tim Vanni
Halbfliegengewicht, Freistil: 4. Platz

- Ken Chertow
Fliegengewicht, Freistil: 3. Runde

- Barry Davis
Bantamgewicht, Freistil: 3. Runde

- John Smith
Federgewicht, Freistil: Gold

- Nate Carr
Leichtgewicht, Freistil: Bronze

- Kenny Monday
Weltergewicht, Freistil: Gold

- Mark Schultz
Mittelgewicht, Freistil: 6. Platz

- James Scherr
Halbschwergewicht, Freistil: 5. Platz

- William Scherr
Schwergewicht, Freistil: Bronze

- Bruce Baumgartner
Superschwergewicht, Freistil: Silber

### Rudern
| Männer - Andrew Sudduth Einer: 6. Platz - Glenn Florio & Kevin Still Doppelzweier: Hoffnungslauf - Kurt Bausback & Edward Ives Zweier ohne Steuermann: 9. Platz - Robert Espeseth, Jon Fish & Daniel Lyons Zweier mit Steuermann: 11. Platz - Charles Altekruse, Jack Frackleton, Greg Montesi & John Strotbeck Doppelvierer: 13. Platz - Thomas Bohrer, Richard Kennelly, David Krmpotich & Raoul Rodriguez Vierer ohne Steuermann: Silber - Tom Darling, Chris Huntington, John Terwilliger, John Walters & Mark Zembsch Vierer mit Steuermann: 5. Platz - Seth Bauer, Doug Burden, Jeff McLaughlin, Peter Nordell, Ted Patton, John Pescatore, Jack Rusher, Jon Smith & Mike Teti Achter: Bronze | Frauen - Anne Marden Einer: Silber - Monica Havelka & Cathy Thaxton-Tippett Doppelzweier: 6. Platz - Mara Keggi & Barbara Kirch Zweier ohne Steuerfrau: 6. Platz - Sherri Cassuto, Angela Herron, Jennie Marshall & Anne Martin Doppelvierer: 9. Platz - Elizabeth Bradley, Jennifer Corbet, Cynthia Eckert, Sarah Gengler & Kim Santiago Vierer mit Steuerfrau: 5. Platz - Betsy Beard, Susan Broome, Christine Campbell, Peg Mallery, Stephanie Maxwell-Pierson, Abby Peck, Anna Seaton, Juliet Thompson & Alison Townley Achter: 6. Platz |

### Schießen
| Männer - Ray Arredondo Schnellfeuerpistole: 13. Platz - Todd Bensley Laufende Scheibe: 17. Platz - Erich Buljung Luftpistole: Silber - Glenn Dubis Kleinkaliber, Dreistellungskampf: 5. Platz Kleinkaliber, liegend: 15. Platz - Daniel Durben Kleinkaliber, Dreistellungskampf: 13. Platz - Rod Fitz-Randolph Luftgewehr: 17. Platz - Robert Foth Luftgewehr: 4. Platz - John McNally Schnellfeuerpistole: 7. Platz - Don Nygord Luftpistole: 28. Platz Freie Pistole: 11. Platz - Scott Swinney Laufende Scheibe: 18. Platz - Webster Wright Kleinkaliber, liegend: 24. Platz - Darius Young Freie Pistole: 16. Platz | Offene Klassen - Brian Ballard Trap: 12. Platz - Daniel Carlisle Trap: 9. Platz Skeet: 4. Platz - Terry Carlisle Skeet: 49. Platz - Matthew Dryke Skeet: 24. Platz - Allen Haas Trap: 12. Platz - Carolyn Koch Trap: 47. Platz - Richard Smith Skeet: 4. Platz | Frauen - Kim Dyer Luftpistole: 16. Platz Sportpistole: 24. Platz - Ruby Fox Luftpistole: 22. Platz Sportpistole: 26. Platz - Wanda Jewell Kleinkaliber, Dreistellungskampf: 13. Platz - Launi Meili Luftgewehr: 6. Platz Kleinkaliber, Dreistellungskampf: 7. Platz - Deena Wigger Luftgewehr: 10. Platz |

### Schwimmen
| Männer - Mike Barrowman 200 Meter Brust: 4. Platz - Dave Berkoff 100 Meter Rücken: Silber 4 × 100 Meter Lagen: Gold - Steve Bigelow 200 Meter Rücken: 10. Platz - Matt Biondi 50 Meter Freistil: Gold 100 Meter Freistil: Gold 200 Meter Freistil: Bronze 4 × 100 Meter Freistil: Gold 4 × 200 Meter Freistil: Gold 100 Meter Schmetterling: Silber 4 × 100 Meter Lagen: Gold - Matthew Cetlinski 400 Meter Freistil: 4. Platz 1500 Meter Freistil: 4. Platz 4 × 200 Meter Freistil: Gold - Troy Dalbey 4 × 100 Meter Freistil: Gold 200 Meter Freistil: 7. Platz 4 × 200 Meter Freistil: Gold - Mark Dean 200 Meter Schmetterling: 9. Platz - Doug Gjertsen 4 × 100 Meter Freistil: Gold 4 × 200 Meter Freistil: Gold - Chris Jacobs 100 Meter Freistil: Silber 4 × 100 Meter Freistil: Gold 4 × 100 Meter Lagen: Gold - Tom Jager 50 Meter Freistil: Silber 4 × 100 Meter Freistil: Gold 4 × 100 Meter Lagen: Gold - Shaun Jordan 4 × 100 Meter Freistil: Gold - Daniel Jorgensen 400 Meter Freistil: 14. Platz 4 × 200 Meter Freistil: Gold - Lars Jorgensen 1500 Meter Freistil: 23. Platz - Jeff Kostoff 400 Meter Lagen: 9. Platz - Brent Lang 4 × 100 Meter Freistil: Gold - Jay Mortenson 100 Meter Rücken: 11. Platz 100 Meter Schmetterling: 6. Platz 4 × 100 Meter Lagen: Gold - Craig Oppel 4 × 200 Meter Freistil: Gold - Rich Schroeder 100 Meter Brust: 6. Platz 4 × 100 Meter Lagen: Gold - Kirk Stackle 200 Meter Brust: 19. Platz - Bill Stapleton 200 Meter Lagen: 16. Platz - Melvin Stewart 200 Meter Schmetterling: 5. Platz - Dan Veatch 200 Meter Rücken: 7. Platz - Daniel Watters 100 Meter Brust: 15. Platz - Dave Wharton 200 Meter Lagen: 9. Platz 400 Meter Lagen: Silber | Frauen - Beth Barr 100 Meter Rücken: 5. Platz 200 Meter Rücken: 4. Platz 4 × 100 Meter Lagen: Silber - Tami Bruce 400 Meter Freistil: 4. Platz 800 Meter Freistil: 5. Platz - Janet Evans 400 Meter Freistil: Gold 800 Meter Freistil: Gold 400 Meter Lagen: Gold - Leigh Ann Fetter 50 Meter Freistil: 5. Platz - Erika Hansen 400 Meter Lagen: 11. Platz - Andrea Hayes 200 Meter Rücken: 6. Platz - Whitney Hedgepeth 200 Meter Lagen: 8. Platz - Susan Johnson 100 Meter Brust: 13. Platz - Janel Jorgensen 100 Meter Schmetterling: 5. Platz 4 × 100 Meter Lagen: Silber - Mitzi Kremer 100 Meter Freistil: 12. Platz 200 Meter Freistil: 6. Platz 4 × 100 Meter Freistil: Bronze - Tracey McFarlane 100 Meter Brust: 6. Platz 200 Meter Brust: 14. Platz 4 × 100 Meter Lagen: Silber - Mary T. Meagher 100 Meter Schmetterling: 7. Platz 200 Meter Schmetterling: Bronze 4 × 100 Meter Lagen: Silber - Betsy Mitchell 100 Meter Rücken: 4. Platz 4 × 100 Meter Lagen: Silber - Katrina Radke 200 Meter Schmetterling: 5. Platz - Susan Rapp 200 Meter Brust: 13. Platz - Jill Sterkel 50 Meter Freistil: Bronze 4 × 100 Meter Freistil: Bronze - Dara Torres 100 Meter Freistil: 7. Platz 4 × 100 Meter Freistil: Bronze 4 × 100 Meter Lagen: Silber - Laura Walker 4 × 100 Meter Freistil: Bronze - Mary Wayte 200 Meter Freistil: 4. Platz 4 × 100 Meter Freistil: Bronze 200 Meter Lagen: disqualifiziert 4 × 100 Meter Lagen: Silber - Paige Zemina 4 × 100 Meter Freistil: Bronze |

### Segeln
| Männer - Michael Gebhardt Windsurfen: Bronze - Brian Ledbetter Finn-Dinghy: 10. Platz - Charles McKee & John Shadden 470er: Bronze | Offene Klassen - Hal Haenel & Mark Reynolds Star: Silber - Paul Foerster & Andrew Goldman Flying Dutchman: 11. Platz - Pete Melvin & Patrick Muglia Tornado: 14. Platz - William Baylis, Robert Billingham & John Kostecki Soling: Silber | Frauen - Lynne Jewell & Allison Jolly 470er: Gold |

### Synchronschwimmen
Frauen
- Karen Josephson
Einzel: Vorrunde
Doppel: Silber

- Sarah Josephson
Einzel: Vorrunde
Doppel: Silber

- Tracie Ruiz-Conforto
Einzel: Silber

### Tennis
| Männer - Ken Flach Doppel: Gold - Brad Gilbert Einzel: Bronze - Tim Mayotte Einzel: Silber - Robert Seguso Einzel: Achtelfinale Doppel: Gold | Frauen - Chris Evert Einzel: Achtelfinale - Zina Garrison Einzel: Bronze Doppel: Gold - Pam Shriver Einzel: Viertelfinale Doppel: Gold |

### Tischtennis
| Männer - Sean O’Neill Einzel: Gruppenphase | Frauen - Insook Bhushan Einzel: Gruppenphase Doppel: Gruppenphase - Diana Gee Einzel: Gruppenphase Doppel: Gruppenphase |

### Turnen
| Männer - Kevin Davis Einzelmehrkampf: 34. Platz Mannschaftsmehrkampf: 11. Platz Boden: 51. Platz in der Qualifikation Pferd: 79. Platz in der Qualifikation Barren: 44. Platz in der Qualifikation Reck: 66. Platz in der Qualifikation Ringe: 58. Platz in der Qualifikation Seitpferd: 22. Platz in der Qualifikation - Scott Johnson Einzelmehrkampf: 63. Platz in der Qualifikation Mannschaftsmehrkampf: 11. Platz Boden: 19. Platz in der Qualifikation Pferd: 42. Platz in der Qualifikation Barren: 29. Platz in der Qualifikation Reck: 82. Platz in der Qualifikation Ringe: 58. Platz in der Qualifikation Seitpferd: 79. Platz in der Qualifikation - Charles Lakes Einzelmehrkampf: 19. Platz Mannschaftsmehrkampf: 11. Platz Boden: 15. Platz in der Qualifikation Pferd: 42. Platz in der Qualifikation Barren: 25. Platz in der Qualifikation Reck: 21. Platz in der Qualifikation Ringe: 52. Platz in der Qualifikation Seitpferd: 30. Platz in der Qualifikation - Dominick Minicucci Einzelmehrkampf: 67. Platz in der Qualifikation Mannschaftsmehrkampf: 11. Platz Boden: 72. Platz in der Qualifikation Pferd: 73. Platz in der Qualifikation Barren: 59. Platz in der Qualifikation Reck: 63. Platz in der Qualifikation Ringe: 62. Platz in der Qualifikation Seitpferd: 63. Platz in der Qualifikation - Lance Ringnald Einzelmehrkampf: 35. Platz Mannschaftsmehrkampf: 11. Platz Boden: 30. Platz in der Qualifikation Pferd: 50. Platz in der Qualifikation Barren: 50. Platz in der Qualifikation Reck: 24. Platz in der Qualifikation Ringe: 71. Platz in der Qualifikation Seitpferd: 46. Platz in der Qualifikation - Wes Suter Einzelmehrkampf: 69. Platz in der Qualifikation Mannschaftsmehrkampf: 11. Platz Boden: 61. Platz in der Qualifikation Pferd: 60. Platz in der Qualifikation Barren: 66. Platz in der Qualifikation Reck: 58. Platz in der Qualifikation Ringe: 82. Platz in der Qualifikation Seitpferd: 51. Platz in der Qualifikation | Frauen - Kelly Garrison-Steves Einzelmehrkampf: 16. Platz Mannschaftsmehrkampf: 4. Platz Boden: 39. Platz in der Qualifikation Pferd: 27. Platz in der Qualifikation Stufenbarren: 32. Platz in der Qualifikation Schwebebalken: 7. Platz - Brandy Johnson Einzelmehrkampf: 10. Platz Mannschaftsmehrkampf: 4. Platz Boden: 12. Platz in der Qualifikation Pferd: 5. Platz Stufenbarren: 9. Platz in der Qualifikation Schwebebalken: 17. Platz in der Qualifikation - Missy Marlowe Einzelmehrkampf: 46. Platz in der Qualifikation Mannschaftsmehrkampf: 4. Platz Boden: 44. Platz in der Qualifikation Pferd: 35. Platz in der Qualifikation Stufenbarren: 24. Platz in der Qualifikation Schwebebalken: 73. Platz in der Qualifikation - Phoebe Mills Einzelmehrkampf: 15. Platz Mannschaftsmehrkampf: 4. Platz Boden: 6. Platz Pferd: 27. Platz in der Qualifikation Stufenbarren: 8. Platz Schwebebalken: Bronze - Hope Spivey Einzelmehrkampf: 30. Platz in der Qualifikation Mannschaftsmehrkampf: 4. Platz Boden: 20. Platz in der Qualifikation Pferd: 22. Platz in der Qualifikation Stufenbarren: 68. Platz in der Qualifikation Schwebebalken: 25. Platz in der Qualifikation - Chelle Stack Einzelmehrkampf: 32. Platz in der Qualifikation Mannschaftsmehrkampf: 4. Platz Boden: 27. Platz in der Qualifikation Pferd: 25. Platz in der Qualifikation Stufenbarren: 60. Platz in der Qualifikation Schwebebalken: 27. Platz in der Qualifikation |

### Volleyball
| Männer - Gold - Kader Craig Buck Robert Ctvrtlik Scott Fortune Karch Kiraly Ricci Luyties Doug Partie Jon Root Eric Sato Dave Saunders Jeffrey Stork Troy Tanner Steve Timmons | Frauen - 7. Platz - Kader Deitre Collins Caren Kemner Laurel Kessel Liz Masakayan Jayne McHugh Melissa McLinden Kim Oden Keba Phipps Angela Rock Kim Ruddins Liane Sato Tammy Webb-Liley |

### Wasserball
Männer
- Silber

- Kader
James Bergeson
Gregory Boyer
Jeff Campbell
Jody Campbell
Peter Campbell
Chris Duplanty
Michael Evans
Douglas Kimbell
Craig Klass
Alan Mouchawar
Kevin Robertson
Terry Schroeder
Craig Wilson

### Wasserspringen
| Männer - Mark Bradshaw Kunstspringen: 5. Platz - Patrick Jeffrey Turmspringen: 12. Platz - Greg Louganis Kunstspringen: Gold Turmspringen: Gold | Frauen - Wendy Lucero Kunstspringen: 6. Platz - Kelly McCormick Kunstspringen: Bronze - Michele Mitchell Turmspringen: Silber - Wendy Lian Williams Turmspringen: Bronze |